# كارداماس
كارداماس (باليونانية: Καρδαμάς)‏ هي قرية وتجمع سكني ووحدة بلدية في بلدية أمالياذا في مقاطعة إيليا في مقاطعة كينتريكي إلادا في اليونان. وهي تقع في السهول بالقرب من البحر الأيوني، على بعد 3 كم من دونيكا، على بعد 3 كم من جنوب غرب أمالياذا وعلى بعد 14 كم شمال غرب بيرغوس. ويشمل التجمع قرية بترولس الصغيرة. كان بها محطة القطار على الخط بين باتراس وبيرغوس.
يبلغ عدد سكانها حوالي 1,017 نسمة.